# Врублінець
Врублінець (пол. Wróbliniec, нім. Wildbahn) — село в Польщі, у гміні Мілич Мілицького повіту Нижньосілезького воєводства.
Населення — 83 особи (2011).
У 1975-1998 роках село належало до Вроцлавського воєводства.

## Демографія
Демографічна структура станом на 31 березня 2011 року:
|          | Загалом | Допрацездатний вік | Працездатний вік | Постпрацездатний вік |
| -------- | ------- | ------------------ | ---------------- | -------------------- |
| Чоловіки | 43      | 10                 | 28               | 5                    |
| Жінки    | 40      | 9                  | 22               | 9                    |
| Разом    | 83      | 19                 | 50               | 14                   |